# 果阿邦
果阿邦（孔卡尼語： goṃya；馬拉提語： govā；印地語： Goa），又譯果亚，是印度面積最小的邦和印度人口第四少的邦（仅多於錫金邦、米佐拉姆邦和阿鲁纳恰尔邦）。
果阿位于以生物多样性著称的西高止山脉，动植物资源丰富。果阿也靠海，沿著印度西岸，北臨马哈拉施特拉邦，東及南方與卡纳塔克邦接鄰，西瀕阿拉伯海。果阿首府位於帕纳吉，而最大的鎮是达·伽马城。《坤舆全图》、《职方外纪》作“卧亚”，《海录》作“小西洋”，《郑和航海图》作“缠打兀儿”。
歷史上果阿曾是葡萄牙殖民地。葡萄牙商人於16世紀抵達果阿，不久即佔據該地，打壓當地印度教徒及回教徒，使當時多數人口改信天主教，加上與當地人通婚，使得這裡形成了不同於印度的獨特民族文化。葡萄牙殖民時期延續約450年，直至1961年印度出兵果阿，甚至晚於英國人離開。以人均資產值計算，果阿人是今日印度最富裕的一個邦。
果阿除了仍明顯帶有異域的歐式建築與風氣，並以沿海沙滩闻名於世，每年吸引數十万国内外觀光客前往遊覽。果阿的教堂和修道院被列為世界遗产，其中的仁慈耶穌大教堂是亚洲最主要的天主教朝圣地之一。

## 名称起源
果阿的拉丁字母写法“Goa”来自葡萄牙殖民者，实际起源尚不详；英国殖民者延用了这个名字。印度史诗摩诃婆罗多中，现在的果阿地区被称为“果帕拉施特拉”、“果瓦拉施特拉”，含义是牧牛者的国度；在古代的梵语文献如《室犍陀往世书》、《诃利世系》中，此地亦称“果帕卡浦里”、“伽帕卡帕特那”；在《往世书》中用到的名字包括有 “果瓦”、“果瓦浦里”、“果帕克帕坦”、“果曼特”、“果亞”等；此外，果阿有时也被称为“果曼恰拉”、“阿帕兰特”。

## 歷史

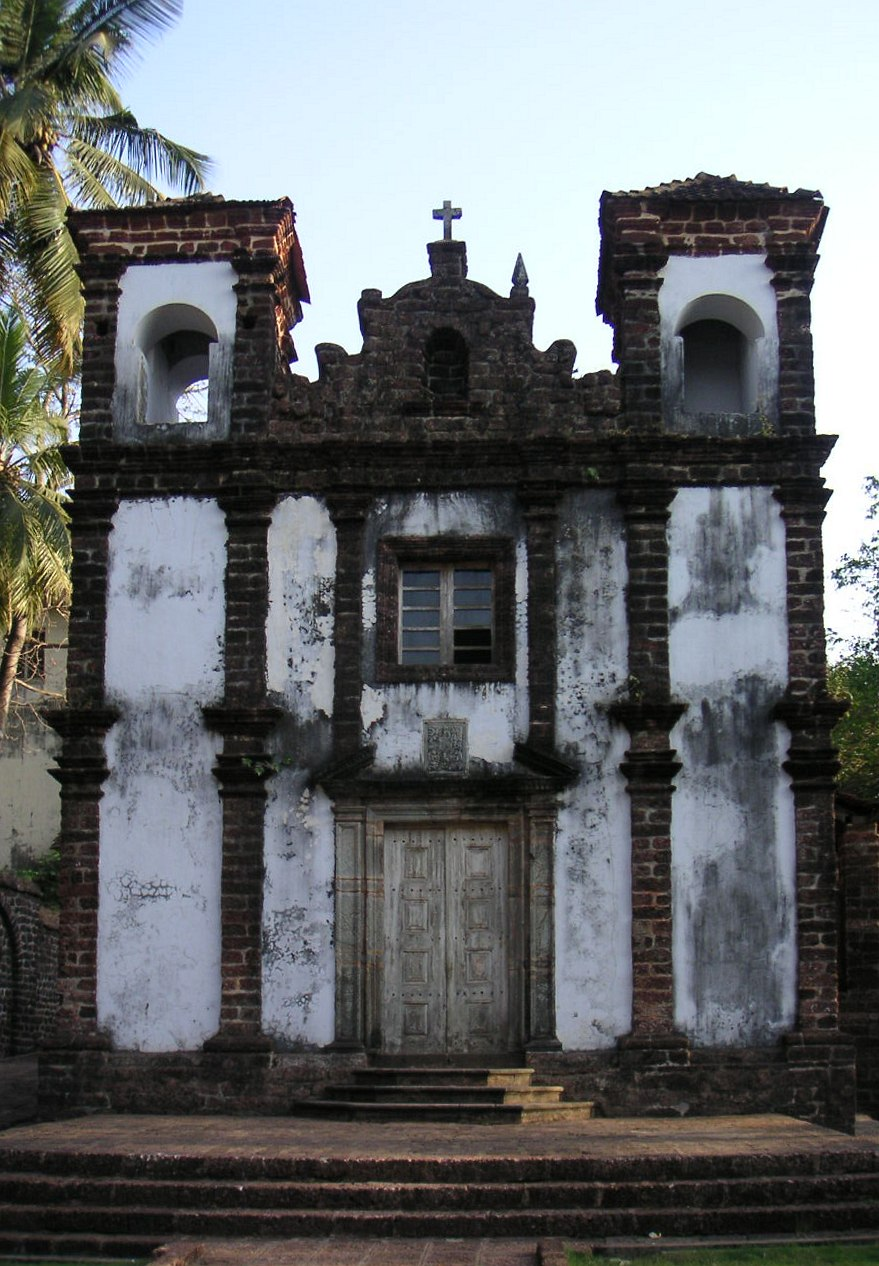
果阿舊城的一座教堂，典型的葡式建築風格。

果阿最早的歷史可追溯至公元前3世紀，是强大的孔雀王朝的屬地。
约2000年前，戈尔哈布尔的萨塔瓦哈纳王朝统治了果阿；580年到750年由遮娄其王朝治理。接下来的几个世纪里，果阿先后被 Silharas王朝、卡丹巴王朝、 遮娄其王朝、 德干所统治。
尤其是以钱德拉布尔（现在的昌多- Salcete）为中心的卡丹巴王朝给殖民时期的果阿历史和文化留下了豐富的文明遺產。
1312年，果阿属于德里苏丹国，但是王国对當地的重視程度不若北部；1370年割让予毗奢耶那伽罗帝国的哈里哈拉二世。1469年又被古尔伯加的巴赫曼尼苏丹国占领。巴赫曼尼苏丹國瓦解后，果阿地区被比贾布尔苏丹国的阿迪勒·沙阿占领，並將果阿旧城提升为其陪都。
果阿最傳奇的歷史，是以1498年第一個歐洲人瓦斯科·达·伽马初臨果阿為起點的。當時达·伽马需要在印度找尋一處貿易航線中的落腳點。他首先於今天印度喀拉拉邦的科泽科德登陸，其後轉至今日的「老果阿」地區。彼時由印度至歐洲的傳統陸上香料貿易路線被奧斯曼帝國所中斷，而葡萄牙的目標，是在印度成立一個殖民地，以壟斷印度至歐洲的海上香料貿易。1510年，葡萄牙的艦隊司令阿爾布克爾克擊敗對當地土官首領提玛亚擁有主權的旁遮普土王，佔領了果阿舊城。有別於葡萄牙於印度沿岸其他的佔領飛地，葡萄牙不仅在果阿屯兵，還期許將果阿建設成一處殖民地及海軍基地。
根据果阿宗教裁判所（1560年–1812年）的命令，許多果阿的本地人都被传教士强迫改信天主教。成千上万的居民为了逃避质问和侵扰，纷纷移居邻近的卡納塔克邦、門格洛爾和卡爾瓦。16世纪，当其他欧洲列强抵达印度时，大部分葡萄牙的属地被英国和荷兰取得。葡萄牙在印度的属地只剩下沿着印度西海岸少数几个飞地，果阿是其中最大的一个，並且很快成为最重要的海外属地，被赋予与里斯本同样享有的地位特权。
葡萄牙殖民当局鼓励葡萄牙人与本地妇女通婚，在果阿定居，成为农夫、商贩或工匠。这些已婚男子很快成为特权等级，果阿也因此拥有相当数量的欧亚混血儿人口。随后，议会成立，维持与葡萄牙国王的联系。1843年，果阿的首府从果阿旧城迁往帕纳吉。直到18世纪中叶，占领范围扩展至今日果阿大概的管辖范围。
1947年印度獨立後，對葡萄牙提出要求將以果阿為主的葡屬印度移交主權予印度政府，但葡萄牙拒絕印度的要求。葡萄牙坚持在印度次大陆上的领土不是殖民地而是葡萄牙本土的一部分， 果阿是“北约范围之内的土地”，受到北约的“保护”。1951年，葡美两国又签订了《互助和共同防御条约》。之后葡萄牙把从美国得到的武器，源源不断地运到果阿。
1961年12月12日，印度收復果阿，軍隊開入（葡方稱為「入侵」、印方稱為「解放」）果阿及另外兩個葡屬印度地區達曼和第烏，經過26小時小規模的戰鬥後佔領果阿。初時三地共組為印度的一個聯邦屬地；至1987年5月30日果阿升格為印度第25個邦，而達曼-第烏則繼續保持為一個聯邦直轄地區。而葡萄牙方面一直至1974年「四二五革命」後方以正式文書和聲明承認印度對果阿的主權。

## 地理及天气

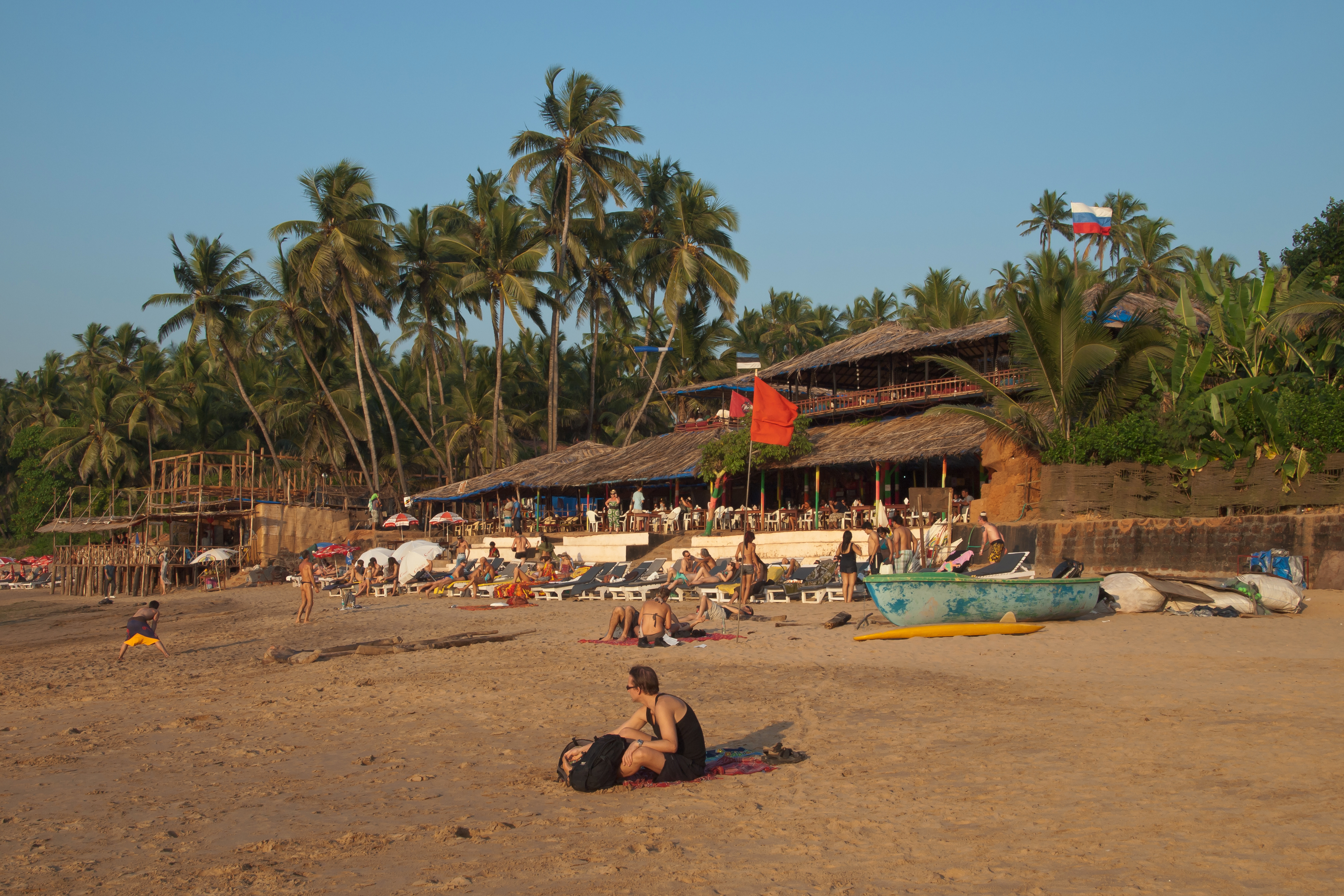
果阿拥有漫长的砂质海岸线

果阿的面积为3,702平方公里。位于北纬14°53'54"到15°40'00"，东经73°40'33"到74°20'13"之间。果阿是康坎海岸的一部分，西高止山脉将其与德干高原分割。最高点是桑索格尔，海拔高度1,167米。果阿的海岸线长101公里。
果阿主要的河流是曼多菲河、祖阿里河、特列科尔河、恰波拉河和贝图尔河。在祖阿里河入海口的莫尔穆高港是南亚最好的天然港之一。祖阿里河和曼多菲河是果阿的生命线，它們的流域佔到69%的果阿地域。果阿有超过四十个河口、八个海岛和大约九十个河心岛。果阿河流的总长度是253公里。果阿有超过三百处建造于卡达姆巴王朝统治下的古代蓄水池和超過100個藥泉。
果阿地處熱帶並靠近阿拉伯海，一年大多時間氣候溫熱潮濕。5月是其中最熱的，白天温度超过35℃且高濕度。季风雨在6月到來，並帶來酷熱中急需的涼意。果阿的年降雨量大多來自持續到9月底的季風。
果阿在12月中旬到2月之间是短暂的凉爽季节，这时夜间温度只有大约20℃，而白天大约29℃且濕度適中。更內陸的地區因為海拔昇高，夜晚氣溫會涼一些。
| 果阿                             | 果阿        | 果阿        | 果阿        | 果阿        | 果阿         | 果阿          | 果阿          | 果阿          | 果阿         | 果阿         | 果阿        | 果阿        | 果阿          |
| 月份                             | 1月         | 2月         | 3月         | 4月         | 5月          | 6月           | 7月           | 8月           | 9月          | 10月         | 11月        | 12月        | 全年          |
| -------------------------------- | ----------- | ----------- | ----------- | ----------- | ------------ | ------------- | ------------- | ------------- | ------------ | ------------ | ----------- | ----------- | ------------- |
| 平均高温 °C（°F）                | 31.6 (88.9) | 31.5 (88.7) | 32 (90)     | 33 (91)     | 33 (91)      | 30.3 (86.5)   | 28.9 (84.0)   | 28.8 (83.8)   | 29.5 (85.1)  | 31.6 (88.9)  | 32.8 (91.0) | 32.4 (90.3) | 31.3 (88.3)   |
| 日均气温 °C（°F）                | 26 (79)     | 26.3 (79.3) | 27.7 (81.9) | 29.3 (84.7) | 30 (86)      | 27.6 (81.7)   | 26.7 (80.1)   | 26.4 (79.5)   | 26.9 (80.4)  | 27.9 (82.2)  | 27.6 (81.7) | 26.6 (79.9) | 27.4 (81.4)   |
| 平均低温 °C（°F）                | 19.6 (67.3) | 20.5 (68.9) | 23.2 (73.8) | 25.6 (78.1) | 26.3 (79.3)  | 24.7 (76.5)   | 24.1 (75.4)   | 24 (75)       | 23.8 (74.8)  | 23.8 (74.8)  | 22.3 (72.1) | 20.6 (69.1) | 23.2 (73.8)   |
| 平均降水量 mm（）                | 0.2 (0.01)  | 0.1 (0.00)  | 1.2 (0.05)  | 11.8 (0.46) | 112.7 (4.44) | 868.2 (34.18) | 994.8 (39.17) | 512.7 (20.19) | 251.9 (9.92) | 124.8 (4.91) | 30.9 (1.22) | 16.7 (0.66) | 2,926 (115.2) |
| 平均降水天数                     | 0           | 0           | 0.1         | 0.8         | 4.2          | 21.9          | 27.2          | 13.3          | 13.5         | 6.2          | 2.5         | 0.4         | 90.1          |
| 月均日照時數                     | 313.1       | 301.6       | 291.4       | 288         | 297.6        | 126           | 105.4         | 120.9         | 177          | 248          | 273         | 300.7       | 2,842.7       |
| 来源1：世界气象组织              |             |             |             |             |              |               |               |               |              |              |             |             |               |
| 来源2：香港天文台 日照和平均气温 |             |             |             |             |              |               |               |               |              |              |             |             |               |

## 动植物
果阿森林面积总计1424平方公里，其中大部分为国有，为1224.38平方公里，私有为200平方公里。邦内森林主要集中在东部的内陆地区，西高止山脉丰富的生物多样性为举世公认。1999年2月号的《国家地理杂志》中就曾将果阿与亚马逊盆地、刚果盆地相提并论。
果阿的野生动物保护区内记录在案的有超过1512种植物，275种鸟类，48种哺乳动物和60种爬行类。
果阿邦的邦兽是印度野牛，邦鸟是火喉黄鹎，邦树是南洋榄仁。
果阿的植物产品包括竹竿、Maratha树皮、Chillar树皮、藤黄果等。椰树广泛分布于除高地之外的地区。落叶乔木有柚木、婆罗双树、腰果树、芒果树等。水果有菠萝蜜、芒果、菠萝、黑莓等。
果阿的热带雨林中有狐狸、野猪、候鸟等动物，鸟类有翠鸟、鹩哥、鹦鹉等。沿海和河流中有各种鱼类，常见包括蟹、虾、龙虾、水母、牡蛎、鲶鱼等。蛇的数量很多，对控制啮齿类的繁殖起到了一定作用。果阿有很多野生自然保护区，如Bondla，Molem，Cotigao，Madei，Netravali，Mahaveer，以及Chorao岛上的Salim Ali鸟类保护区。
果阿33%土地面积是国有的森林，其中62%是自然保护区或国家公园。另外还有很多私有的森林和种植腰果、芒果、椰子等经济作物的种植园。总森林覆盖率达到56.6%。

## 政府、行政區劃及政治

果阿的行政区划。蓝色為北果阿縣，粉色為南果阿縣

果阿的行政首府是帕纳吉，位於曼多菲河左岸。而果阿的立法首府及邦議會則位於曼多菲河對岸的波尔沃里姆。果阿邦的司法首府位於孟買（地理上不在果阿邦境内），因為該邦司法體制屬孟買高等法院轄下，在帕纳吉有一高等法院。果阿於印度人民院佔兩席位，於印度聯邦院則佔一席位。
果阿邦下分為兩個县：北果阿縣和南果阿縣。兩個县於印度國會下議院中各佔一個議席。北果阿的县治位於帕纳吉，而南果阿的县治位於马尔高。兩個區各由一位县稅收長（district collector）管治，而县长則由印度中央政府委任。
兩個县下分為十一個乡（taluka）。北果阿區轄下的乡包括巴尔德斯，比乔里姆，佩尔内姆，旁达，萨塔里和提斯瓦蒂。而南果阿區轄下的乡則有卡那科纳，莫尔穆高，奎培姆，萨尔塞特和桑古恩。各乡的首府分別為马普萨，比乔里姆，佩尔内姆，旁达，瓦尔波伊，帕纳吉，恰乌地，瓦斯科，奎培姆，马尔马高和桑古恩。
果阿邦採取單議會一院制立法制度，邦議會有四十個席位，由行使管理權的邦長領導。執政府由在邦選舉中獲得最多席位黨派或黨派聯盟組成並受到議會多數票的支援。邦總督由印度總統委任，其角色主要是象徵性的，但於決定誰籌組新政府或懸空立法職能或廢除法令等重大事情上亦扮演重要角色。1990年前果阿的政局比較穩定，但由1990年至2005年這15年間比較動蕩，期間已轉換過14屆政府。2005年3月邦總督解散了議會並頒佈了總統管治令，懸空邦立法職能。2005年6月的補選中，國大黨取得該次五個選舉議席中的三個，而重新成為執政黨。目前果阿的主要政黨有印度國大黨及印度人民黨，其他政黨包括聯合果阿民主黨、民族主義國大黨，及邦內歷史最悠久，但近年已失去其多數傳統票源的马哈拉施特拉戈马塔克黨。2012年人民黨重新主政果阿。
果阿的司法制度與印度的主流地區不一樣。印度絕大多數地區的司法制度繼承英治時期的普通法系，而果阿繼承的是葡萄牙源於拿破崙法典的统一民法典。

## 交通
果阿的公共交通主要是私营的公交线路，连接了主要城市和乡村。公有的公交系统包括卡达姆巴运输公司，经营几条主要的线路，如帕纳吉-马尔高等。在帕纳吉等大城市，市内交通较为方便。但总的来说，果阿的公共交通并不发达，居民更多使用个人交通工具，如两轮摩托等。果阿有两条国家高速公路，NH-17在印度西岸连接果阿和孟买，向南一直连接到曼加罗尔，NH-4A穿越果阿邦，连接首府帕纳吉和东部的城市贝尔高姆，以及德干高原的城市。NH-17A与NH-17相连，由科尔塔林通往莫尔穆高港。在建的NH-17B为四车道高速干道，从维尔纳经达波林机场通往莫尔穆高港。果阿共有国家高速公路224公里，邦级高速公路232公里，地区高速公路815公里。
可以租借的交通工具包括出租车、城市里有托托车以及果阿特有的出租摩托，驾驶员被称为“Pilots”，后座可以乘坐一名乘客，价钱则可在乘坐之前或之后还价决定。在果阿的某些地区，有渡河的设施如渡轮等。果阿有两条铁路线路，一条由西南铁路运营，一条由孔坎铁路运营（कोंकण रेल, Konkan Railway）。前者是殖民时期建成的，经由马尔高连接瓦斯科·达伽马城和卡纳塔克；后者于1990年建成，沿海岸线连接孟买和马拉巴尔海岸。
果阿唯一的机场达波里姆机场（Dabolim）同时用于军用和民用，有国内和国际航班起降。除了普通航班之外，机场也提供很多包租业务。达·伽马城附近的莫尔穆高港主要运输矿石、石油、煤炭和国际集装箱业务，大多数是果阿内陆地区生产的矿石。曼多菲河畔的帕纳吉也是一个小型港口，果阿和孟买之间的蒸汽客船一直到80年代末仍在运营。

## 經濟
| 果阿的国内生产总值 单位：一百万印度卢比 |              |
| 年                                      | 国内生产总值 |
| 1980                                    | 3,980        |
| 1985                                    | 6,550        |
| 1990                                    | 12,570       |
| 1995                                    | 33,190       |
| 2000                                    | 76,980       |

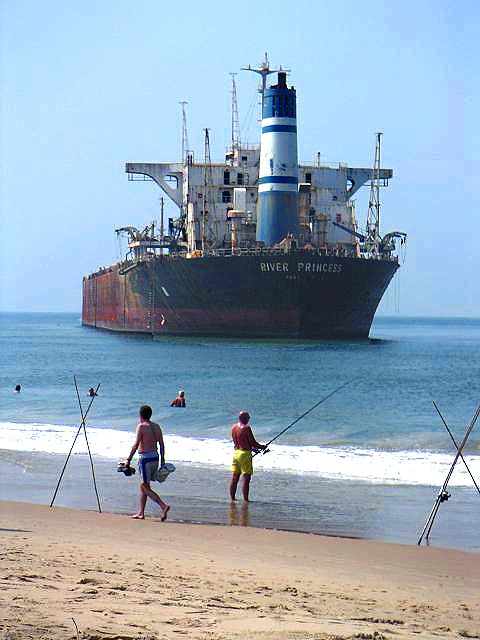
船舶是果阿的主要产业之一

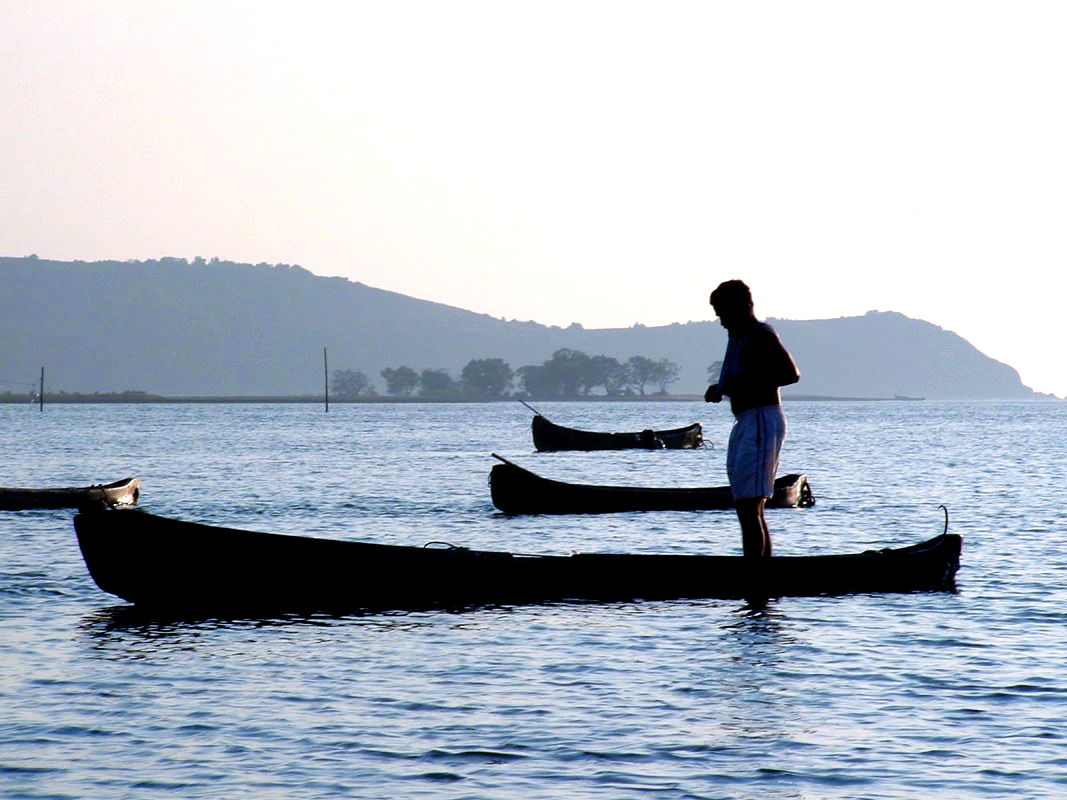
在Chapora河捕鱼。

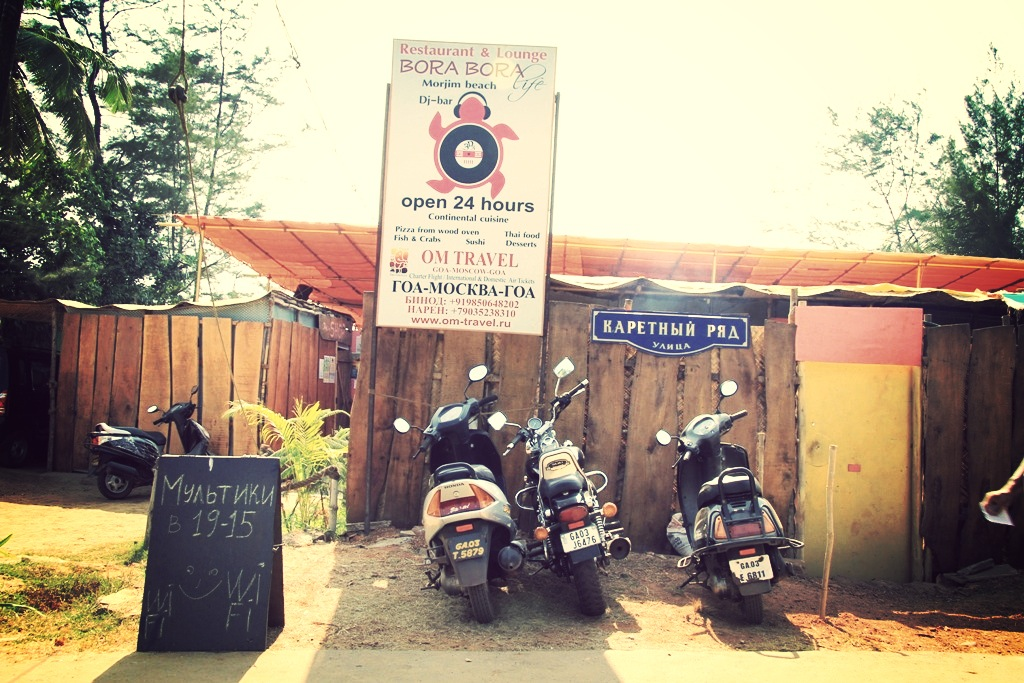
面向俄罗斯游客的餐厅

2004年果阿的国内生产总值为30亿美元。以人均国内生产总值計算，果阿是印度最富裕的邦（是全国水平的2.5倍），增长率也属最快的邦之一，达到8.23%（1990－2000年平均）。
旅游业是果阿的主要产业，吸引了所有来印度的外国游客的12%。果阿有两个主要旅游旺季——夏季和冬季。在冬季，外国游客（主要来自俄罗斯和英国）被果阿宜人的气候所吸引，而在夏季（对果阿来说也是雨季），来自印度各地的游客到这里度假。旅游业主要集中在果阿的沿海地区，内陆地区的旅游则相对较少。2004年，超过2百万的游客来到果阿，其中四十万来自国外。
远离海岸的内陆有丰富的矿产资源，采矿业构成了第二大产业。果阿的矿产主要是铁、铝土、锰、粘土、石灰石和硅。全印度铁矿石出口的39%由港口莫尔穆高港承担，港口吞吐量达到每年三千多万吨。
農業在過去40年間對經濟的重要性逐漸下降，卻仍為當地為數可觀的人口提供了兼職機會。稻米是主要农产品，其次是槟榔、腰果和椰子。从事渔业的有大约四万人，但最近的官方数据显示这一领域的重要度有所下降，产量也随之降低，也许跟传统捕渔业正被远洋机械拖网捕渔所替代有关。
中等规模的工业包括制造杀虫剂、化肥、轮胎、管道、鞋类、化工品、药品、谷物产品、轧钢、水果和鱼肉罐头、腰果、纺织品、酿酒产品。由于酒类消费税很低，在果阿购买酒类产品很便宜。另外流入果阿的现金有一个重要的来源是在国外工作的公民汇到家乡的现款。

## 社會

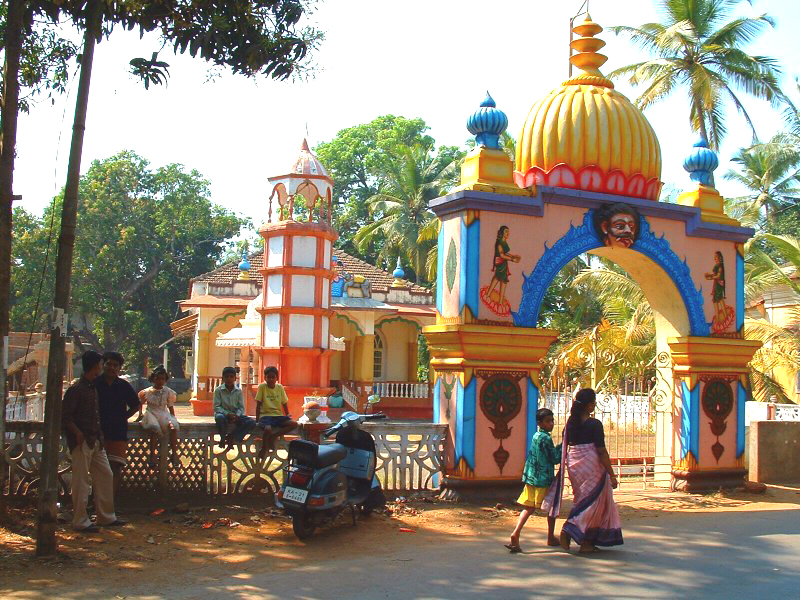
果阿的印度教庙宇色彩斑斓，呈现传统本地建筑式样

果阿人在英語中被稱作，在孔卡尼語中為（讀）Goenkar，在葡萄牙語中為（男性）或（女性），而在馬拉地語中則被稱為（讀）Govekar。在印度许多地方，有时用英語这个詞來代替。果阿的人口有134万居民，由685,000名男性和658,000名女性組成，年人口增長率為14.9%，人口密度为每平方千米363人。49.77%的人口住在城市。性别比为960女性对1000男性。印度教（65%）、天主教（30%）和回教是果阿的三个主要宗教。
果阿的主要城镇有达·伽马城、马尔高、马尔马高、帕纳吉和马普萨。連接起四個城鎮的地區被認為實際上是一個泛市區（conurbation），或是一塊或多或少延續着的市區。
當前，孔卡尼語（康坎語）是果阿的官方語言。隨著葡萄牙统治的结束，孔卡尼語和馬拉地語成爲在當地最爲广泛的使用語言。其中，孔卡尼語被作爲基本口語，而英語和馬拉地語則用於行政、識字和教育之目的。語言在果阿是一個有爭議的問題，為此在1985年－1987年間發生了一個親康坎語群體和親馬拉地語群體的爭端。當爭端在1987年結束後，一個複雜的條例給予了康坎語“官方語言”的地位，但馬拉地語也被允許用於“任何或一切的官方用途”。然而敌对双方的这一妥协显得很脆弱，实际执行情况始终停滞不前。
外來的葡萄牙语过去曾是上层专用的语言，目前使用人数锐减。不过部分果阿人仍在家里使用葡语，近年也仍然有葡萄牙语书籍出版。英语则被认为是带来机遇和灵活性的语言，果阿邦中很多居民都能听懂。至於印地語，作爲印度國語，也被用作第二或第三語言。

## 文化

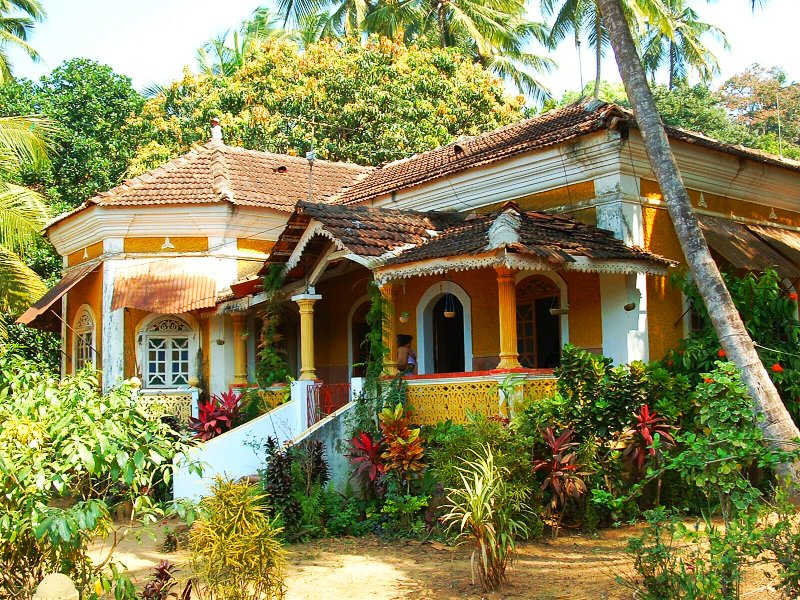
果阿的葡萄牙式建筑

果阿最受欢迎的節日有聖誕節、象头神节、灯节、新年、什格莫节及嘉年華會。然而自1960年代起，什格莫节及嘉年華會的慶祝活動逐步轉移至城市中心，近年更蛻變為吸引旅客的賣點。大多数节日会持续数天，期间举行各种派对和舞会。
西方英文歌曲在果阿大部分地区都有很多听众。传统的孔卡尼歌谣也很受欢迎，果阿本地的一种名叫曼多的歌谣起源自19世纪。另外，果阿的一种名为特兰斯电子音乐也很有名。果阿與泰國帕岸島及西班牙伊維薩島合稱電子音樂三聖地。
米饭和咖喱鱼是果阿的主要食物。果阿的各种鱼类料理非常有名，椰子和椰油常和辣椒、香辛料、醋等一起用于调味。在天主教的重要场合，会选择一些猪肉料理，如文达卢（Vindaloo）、萨古蒂（Xacuti）、索尔波特尔（Sorpotel）等。而一种果阿特有的炖煮蔬菜坎特坎特（Khatkhate），则在印度教或基督教的节日里都广受欢迎，这道菜的原料包括至少五种蔬菜、新鲜椰子以及特制的果阿香辛料。在圣诞节，一种被称为贝彬卡的多层蛋制甜点最受欢迎。至于酒类，则主要是果阿本地的腰果酒和椰酒。
果阿的教堂和修道院是世界文化遺產。其中慈悲耶稣大殿供奉有聖方濟各沙勿略的遗骸，许多天主教徒将其视为果阿的主保圣人（事实上果阿教区的主保圣人是十七至十八世纪时期的锡兰人约瑟夫·瓦兹）。每过十年开放供公众参观朝拜，最近的一次是在2004年。
在果阿的许多地区，还保存着印度-葡萄牙风格的建筑，如威尔哈斯·康基斯塔斯地区等。然而在一些乡村，历史建筑受到了一定程度的破坏。帕纳吉的喷泉区现在成了一个文化保护区，是展示果阿的生活、建筑和文化的活的博物馆。一些果阿的庙宇也可以看出来自葡萄牙的影响，特别是曼圭什庙。1961年之后，很多庙宇都被拆除重修，恢复了原本的印度风格。

### 教育
根据2001年的人口普查，果阿的识字率为82%，其中男性为89%，女性为76% 。
每个乡由多个村镇组成，每个村镇有一个公立学校，但很多居民更愿意选择设施较好的私立学校。所有的学校都必须通过邦中学办学许可认证（SSC），教学大纲由邦教育局提供，少数学校通过了全印中等学校办学许可认证（ICSE）。大多数高中有英语教学，小学则主要由孔卡尼语教学。正如印度其他地方一样，英语教学方式目前更受欢迎，而本地语言教学则呈下降趋势。
十年基础教育之后，学生可以进入二年制大专学院，主流的专业有：科学、艺术、法律、商业。也有人选择3年制的课程。大专毕业后可以获得相应的学位。果阿大学是本地主要的邦立大学，位于塔雷高。果阿大多数大学都与之有附属关系。果阿有4所工科大学和1所医学院。其中果阿工程技术学院和果阿医学院是邦立，其他三所工学院是私立。果阿还有不少学校提供药学、建筑、牙医等专业的课程。果阿的船舶工程、水产、酒店管理、烹饪专业在全印度都很有名。邦内也有独立的商业学校果阿管理学院，是由一个名为德索萨的神父于1993年创建的。
有的学校课程中也使用葡萄牙语作为教学语言。果阿大学也可授予葡萄牙语的学士和硕士学位。
由于果阿本地的教学资源比较紧张，因此果阿人也常常选择到别的邦就学。

### 体育
果阿最受欢迎的运动是足球，这一运动深深根植入果阿的文化 。足球在果阿邦的起源可以追溯到1883年，是由一个名为威廉·里昂的英国传教士作为“基督教教育”的一部分引入果阿的。1959年12月22日，果阿足球联合会成立，至今仍管理着邦内的足球运动。果阿和班加罗尔一样是印度的足球中心，拥有多支印度足球联盟的俱乐部球队，包括十支顶级联赛球队中的三支。邦内的足球豪门包括：萨尔高卡尔足球俱乐部、德姆波足球俱乐部、丘吉尔兄弟足球俱乐部、瓦斯科体育俱乐部以及果阿体育俱乐部。主要的球场是马尔高的法特罗达球场（又称尼赫鲁球场），有时那里也举行板球比赛。
近年来，板球的影响力逐渐增强，主要是由于国家电视台大量的相关报道，即使是南亚少与大英帝国接触的地区也深受影响。果阿现在已经有了一支本地的板球队。曲棍球是第三热门的运动。

### 媒体和通信
果阿邦内可以收到印度的很多电视频道。大部分地区都有有线电视。在内陆地区，也使用卫星接收器。国家电视台全印电视台有2个免费频道。
直播衛星服務供应商有：Dish TV、Tata Sky以及DD Direct Plus。
全印广播电台是邦内唯一的电台，同时在调频和调幅播出。调幅有两个频道，主要是1287kHz，另外还有1539kHz上的“活力印度（Vividh Bharati）”。全印广播在调频的频道名为“FM彩虹”，在105.4MHz播出。私营的调频电台有：92.7 MHz的“大FM”、98.3 MHz的“Mirchi电台”、91.9 MHz的“印度蓝电台”。此外也有英迪拉·甘地国立大学在帕纳吉播出的教育广播电台Gyan Vani，频段在107.8 MHz。
当地主要的移动通信供应商有：Reliance Infocomm、塔塔印度通信（Tata Indicom）、Hutch、Bharti Airtel、BSNL、Idea cellular。
当地的报纸有：英语的《先驱报》（印度最早的报纸，曾为葡萄牙语，名为“O Heraldo”）、《戈马塔克时报》、《Navhind时报》，另外还有孟买和班加罗尔出版的《印度时报》（The Times of India）和《印度快报》（Indian Express）。馬拉地語出版的报纸有：《戈马塔克》、《Tarun Bharat》、《Navprabha》、《Pudhari》、《果阿时报》（Goa Times）、《Sanatan Prabhat》、《Govadoot》等。孔卡尼语出版的报纸有《Sunaparant》。以上列举的均为日报。此外还有《今日果阿》（Goa Today，英语，月刊）、《果阿观察家》（Goan Observer，英语，周刊）、《Vavraddeancho Ixtt》（孔卡尼语，周刊）、《果阿信使》（Goa Messenger，孔卡尼语，月刊）、《Gulab》（孔卡尼语，月刊）、《Bimb》（孔卡尼语）、《港口时报》、《数字果阿》、《J's House》等。

## 外部連結
- 维基导游上有關果阿邦的旅行指南
- 果阿的官方网站
- Goa Information
- Lonely Planet （页面存档备份，存于）
- Goa Travel